# Мусево
Му̀сево е село в Южна България, община Ардино, област Кърджали.

## География
| Население по години | Население по години |
| ------------------- | ------------------- |
| 1934 г.             | 188 души            |
| 1946 г.             | 217 души            |
| 1956 г.             | 262 души            |
| 1975 г.             | 161 души            |
| 1985 г.             | 140 души            |
| 1992 г.             | 98 души             |
| 2001 г.             | 80 души             |
| 2011 г.             | 49 души             |
| 2019 г.             | 28 души             |

Село Мусево се намира в източната част на Западните Родопи, на около 15 – 20 km западно от границата им с Източните Родопи, около 10 km запад-югозападно от Ардино.
Мусево е разположено високо по югозападния стръмен склон на възвишение, изтеглено в посока северозапад – югоизток към долината на река Арда, течаща на около километър от селото. Надморската височина се променя от около 850 m в северозападния край на Мусево до около 700 m в югоизточния му край.
Близо до село Мусево се намират селата Паспал – на около километър югоизточно по същото възвишение, Седларци – на около 2,5 km, отвъд река Арда, Дирало – на около 1,8 km юг-югозападно и Стояново – на около 1,5 km североизточно.

## История
Селото – тогава махала с име Мусево (Мусе) – е в България от 1912 г. Признато е от махала за село с министерска заповед № 1014, обнародвана на 11 май 1942 г.
Във фондовете на Държавния архив Кърджали се съхраняват документи от съответни периоди на/за:
- Селска потребителна кооперация „Изгрев“ – с. Мусево, Кърджалийско; фонд 161; 1937 – 1952; Промени в наименованието на фондообразувателя:

– Всестранна кооперация „Изгрев“ (1944 – 1949);
– Селска потребителна кооперация „Изгрев“ (1949 – 1952);
- Народно основно училище „Георги Сава Раковски“ – с. Мусево, Кърджалийско; Промени в наименованието на фондообразувателя:

– Народно начално училище (1944 – 1954)
– Народно основно училище „Георги Сава Раковски“ (1954 – 1970).

## Население
Преброяване на населението през 2011 г.
Численост и дял на етническите групи според преброяването на населението през 2011 г.:
|                     | Численост | Дял (в %) |
| Общо                | 49        | 100,00    |
| Българи             | 00        | 0,00      |
| Турци               | 0         | 0,00      |
| Цигани              | 0         | 0,00      |
| Други               | 0         | 0,00      |
| Не се самоопределят | 0         | 0,00      |
| Неотговорили        | 47        | 95,91     |

## Религии
Изповядваната в село Мусево религия е ислям.